# Darley
Darley – wieś w Anglii, w hrabstwie North Yorkshire, w dystrykcie (unitary authority) North Yorkshire. Leży 41 km na zachód od miasta York i 300 km na północ od Londynu.